# میلیون‌ها مایل دور (ترانه ریانا)
«میلیون‌ها مایل دور» ترانه‌ای از هنرمند اهل باربادوس ریانا است.